# Ngaparou
Ngaparou ist eine Gemeinde (commune) mit knapp 10.000 Einwohnern im Département Mbour in der Region Thiès im Westen des Senegal. Die Bevölkerung besteht hauptsächlich aus den Gruppen der Lébou und der Serer.

## Geographische Lage
Der Ort befindet sich an der Atlantikküste im Abschnitt Petite-Côte und grenzt im Süden an das Seebad Saly Portudal, welches wiederum 10 km weiter in die Stadt M’bour übergeht. Die Hauptstadt Dakar befindet sich etwa 80 km nördlich.

## Geschichte

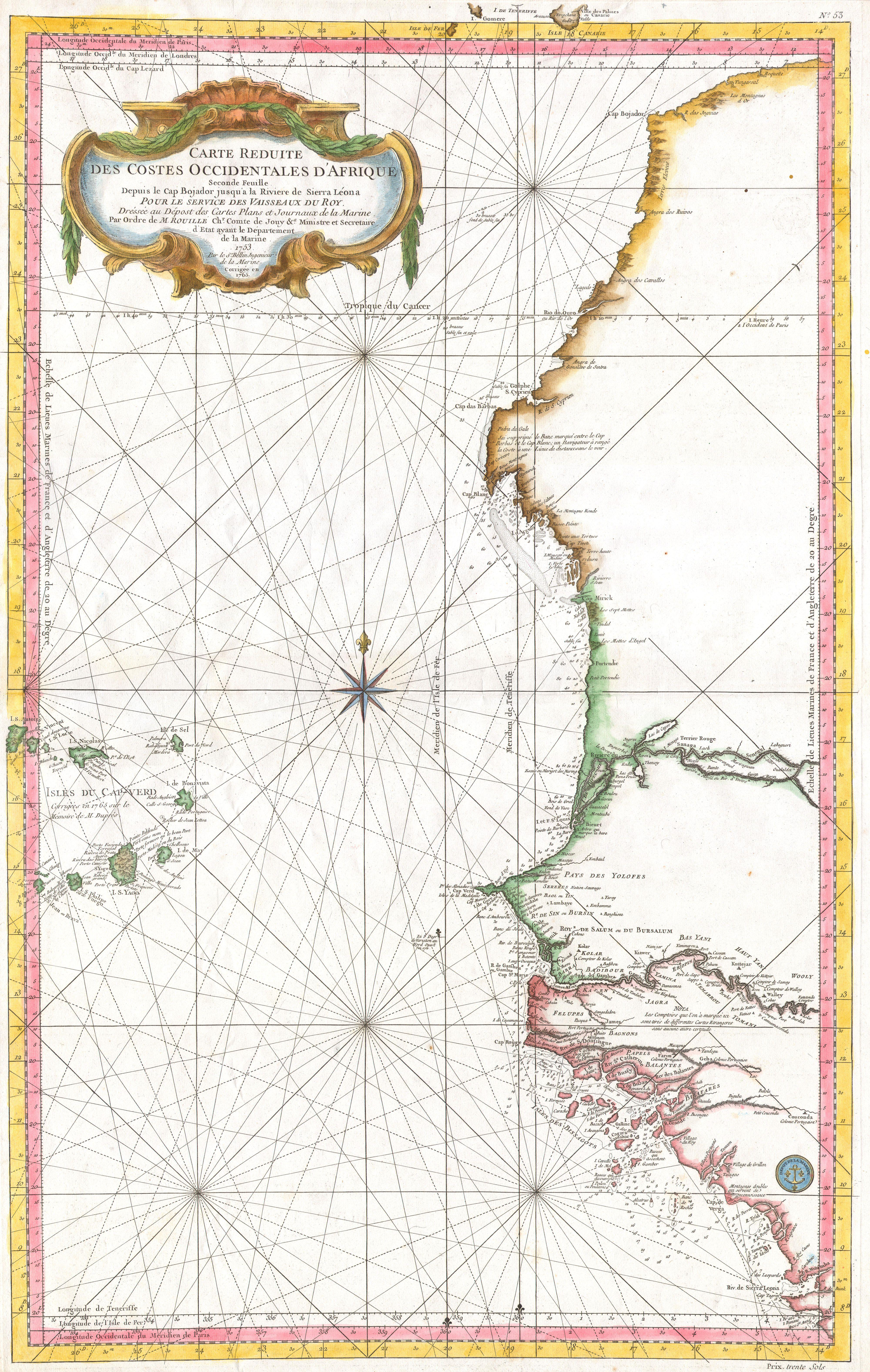
Carte Reduite Des Costes Occidentales D’Afrique

1445 gelangte der Portugiese António Fernandes bis zum 20 km weiter nördlich liegenden Cabo dos Mastros, dem heutigen Cap de Naze. In der Folgeexpedition ein Jahr später erkundete er die Küste erneut und weiter bis in den Süden des heutigen Guineas.
Im Anschluss wurden die portugiesisch-senegalesischen Beziehungen geprägt durch Faktoreien, von denen auch eine im benachbarten Saly entstand. In den folgenden zwei Jahrhunderten wuchs der Einfluss der französischen Kolonialmacht.
Nach dem Ende des Sklavenhandels blieb Ngaparou vorwiegend ein Fischerdorf, bis es Anfang des 20. Jahrhunderts wegen seiner breiten Strände und des angenehmen Klimas für den Tourismus geöffnet wurde.
Im Juli 2008 erlangte Ngaparou den Gemeindestatus.

## Wirtschaft
Die Wirtschaft von Ngaparou basiert auf Fischerei, Handwerk, Handel und Tourismus. Die Landwirtschaft macht nur einen kleinen Teil der Ressourcen der Stadt aus.

## Verkehr
Die Nationalstraße N 1 führt von der Metropolregion Dakar an Ngaparou vorbei über M’bour nach Osten bis zur malischen Grenze bei Kidira.
Über den 20 km nördlich gelegenen Flughafen Dakar-Blaise Diagne ist die Region zudem an das internationale Luftverkehrsnetz angeschlossen.

## Kultur
Im überwiegend muslimischen Senegal hat sich hier eine erwähnenswerte katholische Gemeinschaft mit Zentrum in der 5 km östlich liegenden Kirche in Nguering gebildet.
Seit 2009 besteht eine Gemeindepartnerschaft mit Fès in  Marokko.